# Виль-ди-Паразо
Виль-ди-Паразо (фр. Ville-di-Paraso, корс. E Ville di Parasu) — коммуна во Франции, находится в регионе Корсика. Департамент коммуны — Верхняя Корсика. Входит в состав кантона Бельгодер. Округ коммуны — Кальви.
Код INSEE коммуны — 2B352.

## Население
Население коммуны на 2008 год составляло 181 человек.
| 1962 | 1968 | 1975 | 1982 | 1990 | 1999 | 2008 |
| ---- | ---- | ---- | ---- | ---- | ---- | ---- |
| 169  | 197  | 175  | 172  | 168  | 128  | 181  |

## Экономика
В 2007 году среди 112 человек в трудоспособном возрасте (15—64 лет) 71 были экономически активными, 41 — неактивными (показатель активности — 63,4 %, в 1999 году было 66,2 %). Из 71 активных работали 57 человек (32 мужчины и 25 женщин), безработных было 14 (4 мужчины и 10 женщин). Среди 41 неактивных 4 человека были учениками или студентами, 18 — пенсионерами, 19 были неактивными по другим причинам.